# Crataegus rivulopugnensis
Crataegus rivulopugnensis — вид квіткових рослин із родини трояндових (Rosaceae).

## Біоморфологічна характеристика
Це дерево чи кущ 20–50 дм заввишки. Молоді гілочки рідко запушені, потім ± голі, 1-річні насичено-червоні або насичено-пурпурно-коричневі, 2-річні середньо-коричневі; колючки на гілочках від помірних до дуже частих, від прямих до вигнутих, 1-річні яскраві, блискучі, темно-червоно-коричневі, тонкі, 2.5–4(5) см. Листки: ніжки листків 25–30% від довжини пластини, залозисті, верх запушений; пластини від широко еліптичних до яйцеподібних, 4–6 см у зрілості, основа від клиноподібної до широко клиноподібної чи заокругленої, часток по 3 або 4 з боків, верхівки часток гострі, краї зубчасті чи городчато-пилчасті, верхівка гостра, нижня поверхня гола молодою, верх від рідко до середньо шершавий молодим, від майже голого до рідко шершавого зрілим. Суцвіття 5–15-квіткові. Квітки 16 мм у діаметрі; чашолистки зелені з блідими краями, трикутні, 4 мм; пиляки від блідо-рожевих до рожевих. Яблука червоні, стають від яскраво до насичено червоними, від еліпсоїдних до майже кулястих, 8–10(12) мм у діаметрі, голі або рідко запушені. Період цвітіння: кінець травня — початок червня; період плодоношення: серпень і вересень.

## Ареал
Ендемік півдня Канади (Альберта, Саскачеван).
Населяє зарості й легку тінь осик; на висотах 800–1200 метрів.